# اورس سالزمان
اورس سالزمان (انگلیسی: Urs Salzmann؛ زادهٔ ۳ ژوئیهٔ ۱۹۵۴)از برندگان مدال‌های بازی‌های المپیک اهل سوئیس است.